# Mike Heslin
Michael Edward „Mike“ Heslin (* 20. Juli 1988 in Redlands, San Bernardino County, Kalifornien; † 2. Juli 2024) war ein US-amerikanischer Schauspieler, Autor, Produzent und Sänger.

## Leben und Karriere
Heslin wurde im Redlands Community Hospital bei San Bernardino geboren und wuchs in Arizona auf. Er war der Sohn von Geriann und John Heslin und das älteste von fünf Geschwistern: Andrew, Anna, Robert und Tim.
Er war seit dem 11. November 2023, bis zu seinem Tod, mit dem Schauspieler Nicolas James Wilson verheiratet, der als Influencer und Internet-Persönlichkeit Scotty Dynamo bekannt wurde. Das Paar lebte zehn Jahren in New York City und später in Los Angeles.
Heslin, der Organspender war, starb im Alter von 35 Jahren unerwartet an den Folgen einer Myokarditis und wurde in Scottsdale beigesetzt. Er wurde von seinem Ehemann, seinen Eltern und drei seiner Geschwister überlebt; sein Bruder Robert „Bob“ starb vor ihm.

## Karriere
Heslin stand bereits im Alter von fünf Jahren in Wizard of Oz auf der Bühne des Greasepaint Youth Theater, unter der Regie von Wendy Leonard. Er spielte in 35 Bühnenstücken, bis er 19 Jahre alt war, unter anderem unter Bobb Cooper am Valley Youth Theater und vier Jahre am Brophy College Preparatory. Am Boston Conservatory vertiefte er seine Schauspielausbildung und schloss mit einem Bachelor of Fine Arts im Bereich Regie ab. Nach ersten Hauptrollen begann er seine professionelle Karriere mit der Broadway National Tour von War Horse und mit Rollen in Mamma Mia und The Donkey Show am American Repertory Theater.
Neben der Arbeit auf der Bühne folgten erste Rollen vor der Kamera. So war er 2014 in Die Sieben Todsünden (7 Deadly Sins) zu sehen und 2015 in I Dream Too Much. 2016 folgten Auftritte in You Are Never Alone, in Younger und in I Love You But I Lied sowie 2020 in House Sitting und Boyfriends. Zusammen mit seinem Partner Nicolas Wilson entwickelte und produzierte er die Comedyserie The Influencers für Amazon Prime, bei der er auch Regie führte und als Schauspieler zu sehen war. Im Jahr 2021 folgte ein Auftritt in In Their Shoe: A Journey Into Homelessness.
2023 war er an der Seite von Zoë Saldaña und Nicole Kidman als Polo in Taylor Sheridans Special Ops: Lioness zu sehen sowie in Hallmark’s Holiday Proposal Plan. Für den Horrorfilm Happy Halloween wurde er 2022 insgesamt dreimal ausgezeichnet, unter anderem in der Kategorie Bester Nachwuchsregisseur, und viermal für verschiedene Genrepreise auf dem Hollywood Blood Horror Festival nominiert.
In Los Angeles gründeten Heslin und Wilson Well-Versed Entertainment. Heslin arbeitete zudem als Kreativdirektor für Perry Street Software. Im deutschen Sprachraum wurde Heslin unter anderem von Michael Zehentner synchronisiert.

## Filmografie (Auswahl)
- 2014: Die sieben Todsünden (7 Deadly Sins, Dokumentation)
- 2014: Suicide Letters (Kurzfilm)
- 2015: I Dream Too Much
- 2015: We All Scream (Kurzfilm)
- 2016: You Are Never Alone
- 2016: Younger (Fernsehserie)
- 2016: I Love You… But I Lied (Fernsehserie)
- 2019: I Miss You
- 2020: House Sitting (Fernsehserie)
- 2020: Boy*Friends (Fernsehfilm)
- 2020: The Influencers (Fernsehserie)
- 2021: In Their Shoes: A Journey Into Homelessness (Fernsehserie)
- 2021: Happy Halloween (Kurzfilm; Drehbuch, Regie)
- 2023: Special Ops: Lioness (Fernsehserie)
- 2023: The Holiday Proposal Plan (Fernsehfilm)

## Theater (Auswahl)
- 2012–2014: War Horse (US National Tour)[7][8]